# کرنوکر
کرنوکر، روستایی از توابع بخش بیرانوند شهرستان خرم‌آباد در استان لرستان ایران است.

## جمعیت
این روستا در دهستان بیرانوند شمالی قرار دارد و براساس سرشماری مرکز آمار ایران در سال ۱۳۸۵، جمعیت آن ۵۸ نفر (۱۱خانوار) بوده‌است. مردم آن از تیره کرنوکر ، طایفه بزرگ قایدرحمت (باجولوند) هستند.